# 단성론

단성론(單性論, 영어: Monophysitism) 또는 단성설(單性說)이란, 기독교에서 그리스도론을 신학적으로 정의할 때 사용되는 용어로서, 육신을 지니고 세상에 나온 예수에게는 단일한 성질(나투라)만이 존재한다는 뜻이다. 어원은 그리스어로 '하나'를 의미하는 '모노(mono)'와 '본성'을 의미하는 '피시스(Physis)'라는 말이 합쳐진 것이다. 가톨릭교회에서는 칼케돈 공의회를 통해 그리스도(예수)는 신성과 인성을 모두 가지되 두 본질이 분리되지 않고 조화를 이룬다는 양성론이 정통 교리로 확정됨에 따라 부인되었다.

## 개요
원래 단성설은 네스토리우스파의 사상에 대항하는 형태로 이집트를 중심으로 활발히 퍼졌지만, 칼케돈 공의회에서 이단으로 몰렸다. 후에 단성설의 변형이라고 할 수 있는 단의설(単意説)이 일어나는데, 이는 원래 단성론과 칼케돈파의 입장을 중개하기 위해 창안된 것으로 몇 번씩 동로마 황제의 지지를 받기도 했지만 결국 거부되었다.
4세기에 일어난 아폴리나리우스주의도 단성론의 경향을 가졌거나 혹은 단성론의 일종으로 간주되기도 하는데, 단성론임이 분명한 주장은 다음 두 가지 가운데 전자를 주장했던 유티케스(378년경~453년경)에 있다고 한다.
- 유티케스주의(Eutychianism) - 예수의 인성은 인성(人性)과 신성(神性), 두 개의 성질로 구성되어 있지만, 육신을 입어 지상에 태어난 뒤 인성은 포도주가 바다에 섞이는 것처럼 신성에 합쳐져서 단일한 성질이 되었다고 하는 것이다.
- 일성론(一性論, 합성론合性論, Miaphysitism) - 비(非)칼케돈파의 주장 내용.

## 역사
로마 교황 레오 1세(Leo I)는 유티케스의 생각을 부정하는 편지를 콘스탄티노폴리스 총주교 플라비아누스(Flavianus)에게 보냈다. 편지의 내용은 다음과 같다.
- 예수 그리스도는 하나의 위격(位格)밖에 없다.
- 그러나 이 유일한 위격 안에는 서로 섞이지도 합쳐지지도 않는 두 개의 본성이 있으니, 즉 신성과 인성이다.
- 이 두 가지 본성은 저마다가 고유한 능력을 가지고, 다른 작용을 하지만 유일한 위격 안에서 영원히 연계를 이루고 있다.
- 위격의 유일성은 결과적으로 이 위격에 두 개의 본성 상태와 행동을 부여한다. 이는 「이디오마의 교류」(신인神人공통호칭) 즉 두 본성이 가진 속성의 교류다.

449년 에페소스에서 앞과 같은 사안을 다룬 공회의가 알렉산드리아 대주교 디오스코루스(Dioscorus)를 의장(議長)으로 열렸다. 이 공의회에는 로마 교황의 특사가 출석했고 콘스탄티노폴리스 총대주교 플라비아누스는 로마 교황측으로 참석했지만, 공회의는 로마 교황 및 총대주교 플라비아누스 등의 퇴진을 결정하는 것으로 끝이 났다. 플라비아누스는 학대를 받아 사흘만에 죽고 교황의 특사였던 조제(助祭) 히라리아누스(Hilarianus)는 고난 끝에 도피에 성공, 이탈리아로 돌아왔다. 이 공의회는 「에페소 강도회의(Robber Council of Ephesus)」라는 비판을 듣기도 하였으나, 훗날 동로마 황제 마르치아누스(Marcianus)에 의해 열린 칼케돈 공의회에서 "따라서 우리도 역시 사후에 거룩함으로 명성이 높았던 로마의 첼레스티노와 알렉산드리아의 치릴로의 주도 아래 에페소에서 소집되었던 거룩한 시노드에서 결정된 신경과 관련한 결정과 모든 기준을 지지한다.(Therefore, whilst we also stand by the decisions and all the formulas relating to the creed from the sacred synod which took place formerly at Ephesus, whose leaders of most holy memory were Celestine of Rome and Cyril of Alexandria"라고 명시함으로써 공인된 공의회임이 확정되었다. 또한 칼케돈 공의회에서 유티케스의 생각은 공식적으로 이단으로 배척되게 된다.
시리아 정교회와 아르메니아 사도교회, 콥트 정교회, 에티오피아 정교회 등은 단성론 교회로 분류된다. 그러나 이들 교회는 유티케스주의만을 「단성론」으로 택했고 자신들의 일성론(합성론)을 단성론이라고는 하지 않으며, 단성론 교회로 분류되는 것을 거절, 부정하고 있다. 이들은 칼케돈 공의회를 부정하고 생겨난 파이기에 비칼케돈파(Non-Calchaedon Churchs)라고 불린다.

## 같이 보기
- 칼케돈 공의회
- 삼위일체